# Rdesktop
rdesktop je svobodný program pro přístup k terminálovému serveru Microsoft Windows pomocí proprietárního protokolu RDP. Jedná se o klienta, který pouze zobrazuje virtuální plochu na serveru a zpět posílá akce uživatele, jako jsou pohyby a kliky myši nebo úhozy do klávesnice.